# Preexistencia de Jesucristo

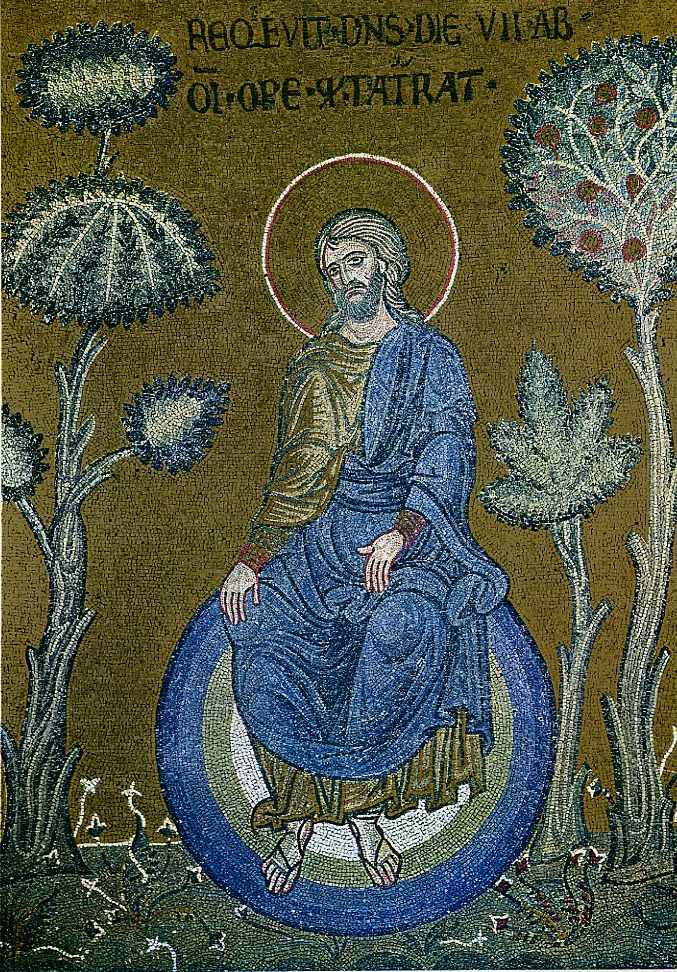
Dios descansando tras la creación — Cristo representado como el creador del mundo, mosaico bizantino en Monreale, Sicilia. Las representaciones de Dios Padre no se frecuentaron hasta el, y antes de esa fecha se mostraba a menudo a Jesús como sustituto.

La preexistencia de Jesucristo, como doctrina, afirma la existencia previa de Jesús en los cielos antes de su encarnación como tal. Uno de los pasajes bíblicos relevantes es Juan 1:1-18 donde, en la interpretación trinitaria, Cristo se identifica con una hipóstasis divina preexistente (realidad sustantiva) llamada Logos (en griego koiné: Λόγος, lit. 'palabra'). Hay puntos de vistas no trinitarios que cuestionan el aspecto de la preexistencia personal, el aspecto de la divinidad, o ambos.
Más particularmente, Juan 1:15, 18 dice:

15 Juan dio testimonio de Él, y clamó diciendo: «Este es del que yo decía; “El que viene tras mí, es antes de mí, porque es primero que yo”».
18 A Dios nadie le vio jamás: el unigénito Hijo, que está en el seno del Padre, él le declaró.

Esta doctrina se apoya en Juan 17:5 cuando Jesús se refiere a la gloria que tenía con el Padre «antes de que el mundo existiera» durante el Discurso de Despedida. Juan 17:24 también se refiere a que el Padre amaba a Jesús «antes de la fundación del mundo».
La preexistencia de Cristo se afirma al comienzo del Credo Niceno.

## En el catolicismo

### Cristianismo niceno
La preexistencia de Cristo es un dogma central del cristianismo mayoritario. La mayoría de las iglesias principales que aceptan el Credo niceno consideran la naturaleza de la preexistencia de Cristo como la hipóstasis divina llamada Logos o Verbo, descrita en Juan 1:1–18, que comienza así:

En el principio era el Verbo, y el Verbo estaba con Dios, y el Verbo era Dios. 2 Él estaba en el principio con Dios. 3 Todas las cosas fueron hechas por medio de él, y sin él no se hizo nada de lo que se ha hecho.
Juan 1:1–3, NRSV

En el trinitarismo, este «Logos» también se denomina Dios Hijo o la segunda persona de la Trinidad. El teólogo Bernard Ramm señaló que «ha sido una enseñanza estándar en la cristología histórica que el Logos, el Hijo, existía antes de la encarnación. El hecho de que el Hijo existiera así antes de la encarnación se ha denominado la preexistencia de Cristo».
Douglas McCready, en su análisis y defensa de la preexistencia de Cristo, señala que, si bien la preexistencia de Cristo «es dada por sentada por la mayoría de los cristianos ortodoxos, y lo ha sido desde los tiempos del Nuevo Testamento», durante el último siglo la doctrina ha sido cada vez más cuestionada por teólogos y eruditos menos ortodoxos.
James Dunn, en su libro Christology in the Making, examina el desarrollo de esta doctrina en el cristianismo primitivo, señalando que es «indiscutible» que en Juan 1:1-18, «el Verbo es preexistente, y Cristo es el Verbo preexistente encarnado», pero continúa explorando las posibles fuentes de los conceptos expresados allí, como los escritos de Filón.
Algunos teólogos teólogos protestantes creen que Dios Hijo se despojó de sí mismo de los atributos divinos para convertirse en humano. Otros rechazan esta idea.

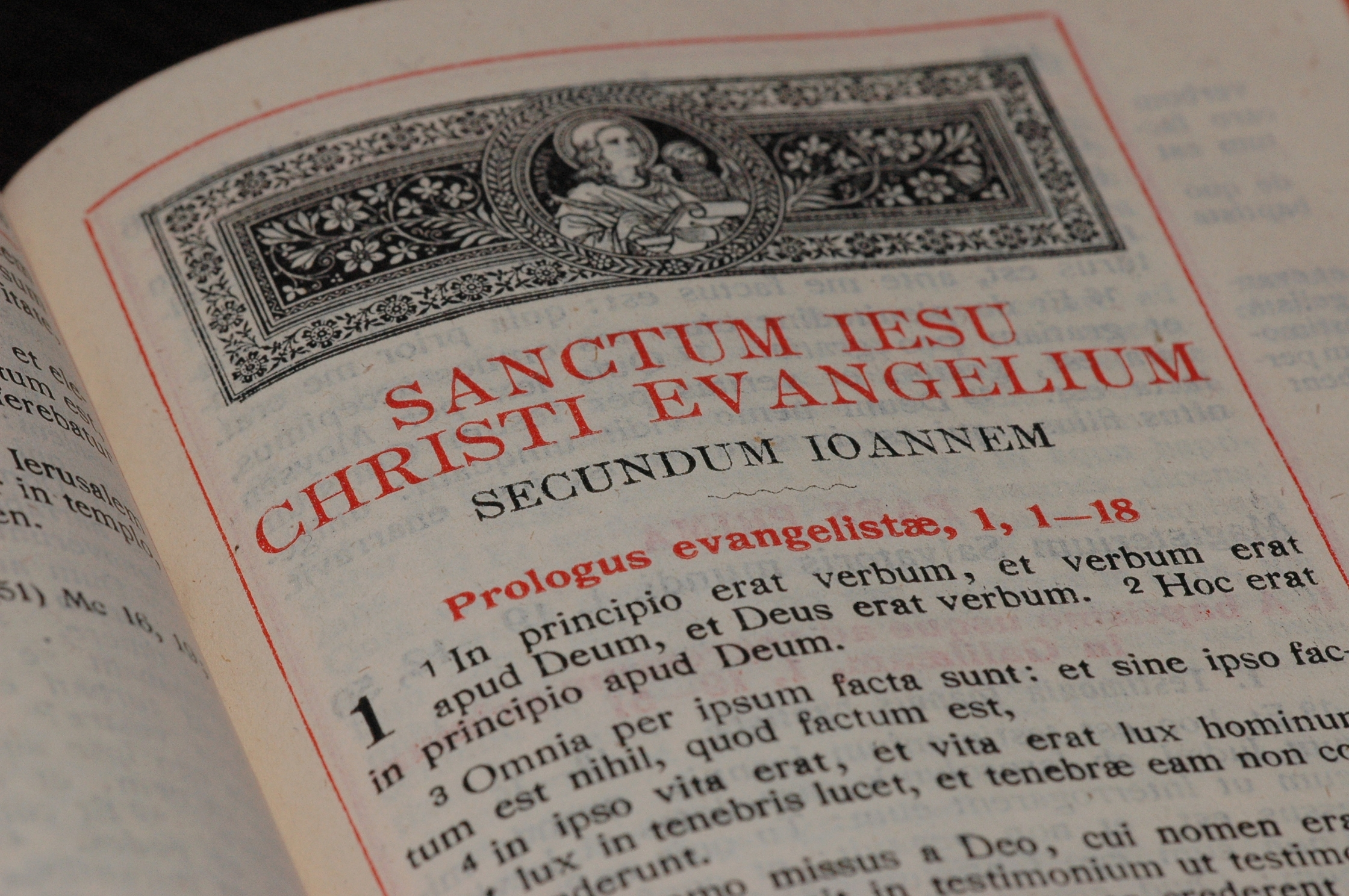
«In principio erat verbum», latín para «En el principio era el Verbo», de la Vulgata Clementina, Evangelio de Juan, 1:1-18.

Tertuliano en Contra Marción Cap. 21 ve una aparición preexistente de Cristo en el horno ardiente de uno que es «como el hijo del hombre (pues aún no era realmente hijo del hombre)». La identificación de apariciones específicas de Cristo es cada vez más común en la literatura evangélica desde la década de 1990 en adelante. Por ejemplo, W. Terry Whalin afirma que la cuarta persona en el horno ardiente es Cristo, y que «estas apariciones de Cristo en el Antiguo Testamento se conocen como teofanías o «apariciones de Dios»».

### Catolicismo
Según Tomás de Aquino, la naturaleza humana de Cristo fue creada y comenzó en el tiempo, mientras que el sujeto subsistente es increado y eterno.
El papa Benedicto XVI comentó en 1993 que "En conclusión, «la idea de la preexistencia de Jesucristo es por excelencia el punto de conjunción entre la cristología y la teología trinitaria» (Comisión Teológica Internacional)"

## En el arrianismo
Parece que el obispo Arrio aceptó la preexistencia de Jesús. La mayoría de las iglesias antitrinitarias de hoy también aceptan la existencia de Jesús antes de su nacimiento a excepción de los cristadelfianos que creen en su existencia a partir de su nacimiento físico. Los Testigos de Jehová identifican el arcángel Miguel como Jesús apoyando el concepto preexistencial.

## En el socinianismo
Es sobre todo en el unitarismo del siglo XVII, donde se encuentran desarrollados objeciones contra la doctrina de la preexistencia de Cristo. Socinianos, por ejemplo cristadelfianos, interpretan la reclamación de Cristo como «Yo soy el pan vivo que ha bajado del cielo» como una referencia sólo a su concepción milagrosa, y al nacimiento virginal de Jesús.

## En el protestantismo
La prexistencia de Cristo se encuentra basado en el evangelio de Juan de las sagradas escrituras: «Jesús les dijo: De cierto, de cierto os digo: Antes que Abraham fuese, yo soy». (Jn 8:58, Reina Valera de 1960) es decir que todas las iglesias evangélicas aceptan la preexistencia de Cristo.